# Natalka Babina
Natalka Vasylivna Babina Dynko également connue comme Natalia Babina, née le 15 mai 1966 à Zakazanka, est une écrivaine, et journaliste biélorusse et ukrainienne.

## Biographie
Natalka Vasylivna Babina est originaire du village ukrainophone de Zakazanka en Bélarus, à la frontière de trois pays : Pologne, Ukraine et Biélorussie. Elle étudie l'ingénierie à l'Université nationale de technologie de Biélorussie. Elle travaille tout d’abord comme ingénieure pour des usines, et comme collaboratrice technicienne dans les rédactions de journaux.
Pendant vingt ans, Natalka Babina est journaliste dans l'un des plus anciens journaux indépendants biélorusses, Nacha Niva. En outre, ses articles sont publiés dans divers périodiques biélorusses et ukrainiens dont les magazines Arkhe et Dziejaslou ou les journaux Post-Postup et Zviazda,.
Natalka Babina est scénariste du programme d'animation pour enfants Pryhody i Pakhody, diffusé sur la chaîne de télévision Belsat TV.

## Carrière littéraire
Natalka Babina commence à publier ses textes en 1994. Ses livres sont traduits en polonais, tchèque, ukrainien et anglais,,. Elle enseigne quelques années à la School of the Young Writer qui fait partie de l'Union des écrivains bélarussiens.
Depuis 2014, Natalka Babina préside la société de littérature ukrainienne à l'Union des écrivains biélorusses. Elle est également chargée de la publication de Sprava, un almanach biélorusse-ukrainien.
Natalka Babina est membre de PEN Belarus, PEN Ukraine et de l'Union des écrivains bélarussiens.

## Distinctions
En 2010, Natalka Babina est lauréate du prix Cherkasova BAJ par la Belarusian Association of Journalists. En 2011, elle est finaliste du prestigieux prix de littérature d'Europe centrale Angelus, avec le roman Down Among the Fishes,,.

## Publications
- Žančyny vychodzjac· z-pad kantrolju: belaruskae žanočae apavjadan·ne, en Biélorusse, Lohvinaŭ, 2007,  (ISBN 9789856800446)
- Pakachaj mjane, kali laska: zbornik sučasnaj žanočaj belaruskaj prozy, en Biélorusse, Knihazbor, 2009,  (ISBN 9789856930419)
- Down among the fishes, Natalka Babina, Camilla Stein et Jim Dingley, Glagoslav Publications B.V., 2013,  (ISBN 9781782670766)
- Бодай Будка: роман, en Ukrainien, Фоліо, Kharkiv, 2019,  (ISBN 9789660389427)